# 평대항
평대항은 제주특별자치도 제주시 구좌읍 평대리에 위치한 어항이다. 2004년 9월 23일 어촌정주어항으로 지정되었다. 관리청은 제주시, 시설관리자는 제주시장이다.

## 어항 연혁
제주시에서 동쪽으로 35 km 지점에 위치한 평대리는 300∼600년된 비자나무 2,900여루의 천연자생수림 군락지로 약45ha의 넓이로 세계최대의 숲인 비자림(榧子林)이 있으며, 비자림내에는 인고의 세월을 이겨낸 비자나무 조상목(祖上木)이 있다. '검서굴왓'에 선주민들의 삶의 흔적들을 찾아볼 수 있고, 환해장성터가 남아 있는 것으로 보아 오래전부터 마을이 형성되었던 것으로 보인다.

## 어항 구역
- 수역: 50,070m2[1]

## 어항 시설
1993년 선착장 75m축조를 시작으로 현재까지 방파제 55m, 선착장 268m, 물양장 8m가 축조되어 있다.

## 같이 보기
- 제주 평대리 비자나무 숲 - 천연기념물 제374호